# Et sold og følgerne
Et sold og følgerne er en amerikansk stumfilm fra 1921 af William P. S. Earle.

## Medvirkende
- Diana Allen som Dorothy Graham
- Charles D. Brown som Gordon Witherspoon
- George Fawcett som David Lawlor
- Elaine Hammerstein som Naida Castleton
- Arthur Housman som Jimmy Van Trent
- Helen Lindroth som Mrs. Lawlor
- Niles Welch som Thomas Lawlor